# Neccharisnya

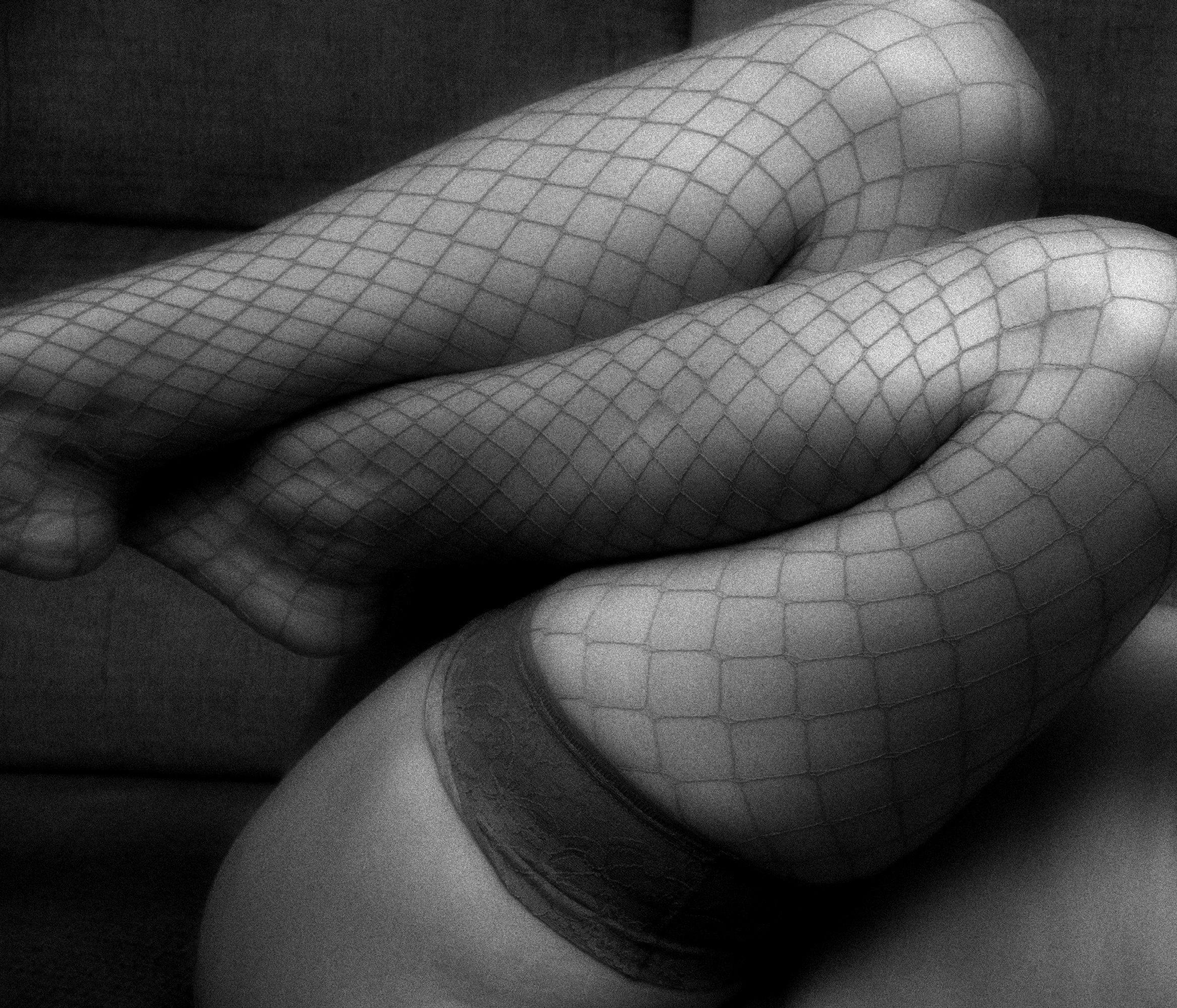
Neccharisnya

A neccharisnya rombusz alakban kötött szövet, amelyet leggyakrabban harisnyaként vagy harisnyanadrágként használnak. A neccharisnya számos színben kapható, de többnyire fekete. Gyakran viselik lábon és felkaron is. Általános nézet szerint szexis ruhadarab, a szexuális fetisizmus egyik ruházati eleme. A textil- és neccharisnyákat elsősorban alsóneműként használják, és kiemelik a test görbületeit, formásságát, mivel a rácsos szerkezet szorosan követi a test vonalát. Férfiak is viselhetik, különösen izmos testük hangsúlyozására.
A necctextíliák gyakorlatiasabb felhasználása a téli, hideg időben űzött sportok ruházatában figyelhető meg, mint például a síelés, sífutás, biatlon, vadászat vagy halászat. A neccszövet szerkezete jól szigeteli a hőt, és a nedvességet gyorsan elvezeti a bőr felszínéről a külső rétegeken keresztül, ezzel minimalizálva a hőveszteséget. A neccanyag kötött szálai polipropilénből, merinói juh gyapjúból vagy nejlonból készülnek. Számos előnye van a sűrűn kötött ruhadarabokhoz képest is.